# Route nationale 673
Pour les articles homonymes, voir Route 673.
La route nationale 673 ou RN 673 était une route nationale française reliant Fumel à Sousceyrac. À la suite de la réforme de 1972, elle a été déclassée en RD 673. Mais, en 2003, le tronçon de Gourdon au Vigan a été renommé RD 801 et celui du Boutel à Saint-Jean-Lespinasse RD 807.

## Ancien tracé de Fumel à Sousceyrac (D 673, D 801, D 807)
- Fumel D 673
- Saint-Martin-le-Redon
- Montcabrier
- Frayssinet-le-Gélat
- Montcléra
- Cazals
- Salviac
- Gourdon D 801
- Le Vigan D 673
- Payrac
- Calès
- Rocamadour
- Alvignac
- Padirac

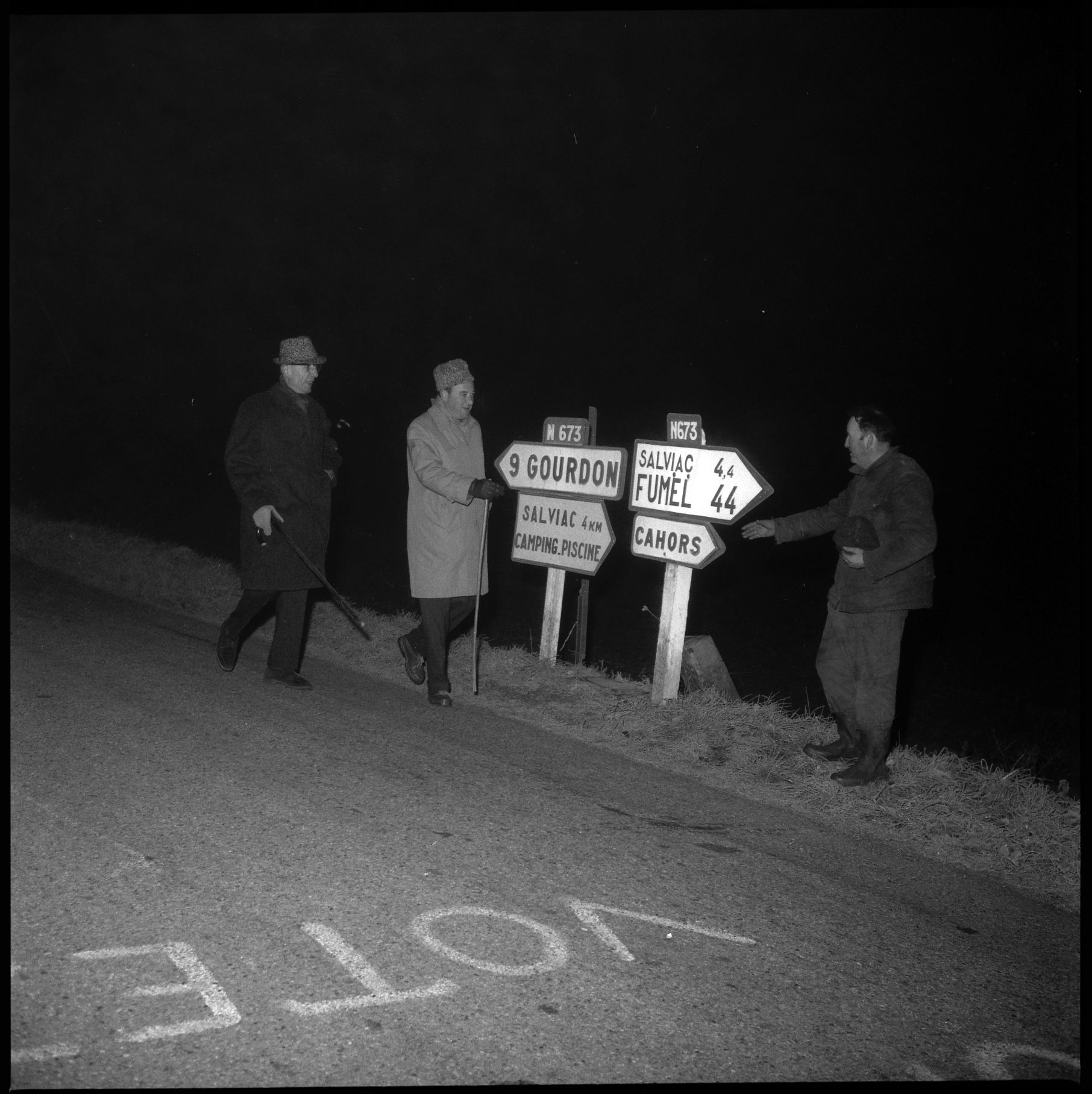
Maurice Faure marchant le long de la RN 673 près de Gourdon en 1970.

- Le Boutel, commune de Mayrinhac-Lentour D 807
- Saint-Jean-Lespinasse D 673
- Saint-Céré
- Frayssinhes
- Sousceyrac